# پروانه‌های بنفشه‌ای
پروانه‌های بنفشه‌ای (نام علمی: Junonia) نام یک سرده از زیرخانواده فرشته‌بالان است.